# Sauris quassa
Sauris quassa là một loài bướm đêm trong họ Geometridae.